# Старогладовська
Старогладовська (рос. Старогладовская) — станиця у Шелковському районі Чечні Російської Федерації.
Населення становить 2847 осіб (2019). Входить до складу муніципального утворення Старогладовське сільське поселення.

## Історія
Згідно із законом від 14 липня 2008 року органом місцевого самоврядування є Старогладовське сільське поселення.

## Населення
| 1878  | 1883  | 1926  | 1990  | 2002  | 2010  | 2012  |
| ----- | ----- | ----- | ----- | ----- | ----- | ----- |
| 1400  | ↘1302 | ↗1704 | ↗1833 | ↗2020 | ↗2412 | ↗2518 |
| 2013  | 2014  | 2015  | 2016  | 2017  | 2018  | 2019  |
| ↗2590 | ↗2669 | ↗2722 | ↗2731 | ↗2761 | ↗2813 | ↗2847 |